# Xalatzala
Xalatzala är en ort i Mexiko.   Den ligger i kommunen Tlapa de Comonfort och delstaten Guerrero, i den sydöstra delen av landet, 220 km söder om huvudstaden Mexico City. Xalatzala ligger 1 703 meter över havet och antalet invånare är 2 042.
Terrängen runt Xalatzala är lite bergig. Runt Xalatzala är det ganska tätbefolkat, med 86 invånare per kvadratkilometer. Närmaste större samhälle är Tlapa de Comonfort, 8,0 km norr om Xalatzala. I omgivningarna runt Xalatzala växer huvudsakligen savannskog.